# ريغي كامبل
ريغي كامبل (بالإنجليزية: Reggie Campbell)‏ هو لاعب كرة قدم أمريكية أمريكي، ولد في 10 أغسطس 1985.